# George Chuter

a Compétitions nationales et continentales officielles uniquement.

b Matchs officiels uniquement.
Dernière mise à jour le 26 janvier 2017.
George Scala Chuter, né le 9 juillet 1976 à Greenwich (Angleterre), est un joueur de rugby à XV anglais évoluant au poste de talonneur. Il compte 24 sélections en équipe d'Angleterre.

## Biographie
George Chuter joue avec les Saracens de 1996 à 2000 avant de rejoindre les Leicester Tigers. Il honore sa première cape internationale en équipe d'Angleterre le 11 juin 2006 contre l'équipe d'Australie. 

## Palmarès
- Champion d'Angleterre : 2001, 2002, 2007, 2009, 2010 et 2013
  - Finaliste : 2005, 2006, 2008, 2011 et 2012
- Vainqueur de la coupe d'Europe : 2001, 2002
  - Finaliste : 2007 et 2009
- Vainqueur de la coupe d'Angleterre :  1998, 2007
- Vainqueur du trophée des champions : 2002
  - Finaliste : 2001

## Statistiques en équipe nationale
- 24 sélections
- 5 points (1 essai)
- Sélections par année : 6 en 2006, 13 en 2007, 2 en 2008, 1 en 2009, 2 en 2010
- Tournois des Six Nations disputés : 2007, 2008